# مطاع (اسماعيلي كرمان)
مطاع (بالفارسية: مطاع) هي منطقة سكنية تقع في إيران في منطقة إسماعيلي. يقدر عدد سكانها بـ 434 نسمة بحسب إحصاء 2016.